# Hans Peter Treichler
Hans Peter Treichler (* 16. Dezember 1941 in Zürich; † 19. Januar 2019 in Richterswil) war ein Schweizer Journalist und Verfasser sowohl von Sachbüchern als auch literarischer Texte sowie Interpret von Volksliedern und Chansons.

## Biografie
Hans Peter Treichler absolvierte ein Studium für Germanistik an der Universität Zürich, wo er zum Doktor der Philosophie promoviert wurde. Er arbeitete als Kultur- und Alltagshistoriker für Radio, Fernsehen und die Gruppe Musée Suisse. Er veröffentlichte Sachbücher zu volkskundlichen Themen, literarische Übersetzungen, Hörspiele und diverse Fernsehbeiträge.
Treichler lebte in Richterswil im Kanton Zürich.

## Werke (Auswahl)

### Bücher
- Zürich – ein historisches Porträt. Hier und Jetzt, 2021, ISBN 978-3-03919-536-7 (postum).
- Zwinglis gefährdetes Erbe. Reformation und Geldwesen. Conzett Verlag, 2019, ISBN 978-3-03760-047-4.
- Schwesternwelten: Spuren und Schicksale auf zwei Kontinenten. NZZ Libro ein Imprint der Schwabe Verlagsgruppe AG; 1. Edition Zürich 2016, ISBN 3-03810-200-8.
- Ein Seidenhändler in New York: das Tagebuch des Emil Streuli (1858–1861). NZZ Libro ein Imprint der Schwabe Verlagsgruppe AG; 1. Edition Zürich 2010, ISBN 3-03823-596-2.
- Amiel, oder, Das gespiegelte Leben: das Journal intime, die Frauen, die Stadt. Neue Zürcher Zeitung, Zürich 2006, ISBN 3-03823-224-6.
- Die Löwenbraut: Familiengeschichte als Zeitspiegel, 1850–1914. Neue Zürcher Zeitung NZZ Libro, Zürich, Auflage 5 (2003), ISBN 3-85823-898-8.
- Deutsche Balladen. Volks- und Kunstballaden, Bänkelsang, Moritaten. Manesse-Verlag, Zürich 1993, ISBN 3-7175-1840-2.
- Die stillen Revolutionen – Arbeitswelt und Häuslichkeit im Umbruch (1880–1900). Schweizer Verlagshaus, Zürich 1992, ISBN 3-7263-6525-7-
- Die bewegliche Wildnis. Biedermeier und ferner Westen. Schweizer Verlaghaus, Zürich 1990, ISBN 3-7263-6523-0
- Märchen und Sagen der Schweiz. Orell Füssli, Zürich 1989, ISBN 3-280-01777-7.
- Die magnetische Zeit. Alltag und Lebensgefühl im frühen 19. Jahrhundert. Schweizer Verlagshaus, Zürich 1988, ISBN 3-7263-6522-2.
- Wonnige Badenfahrt: von Jungbrunnen und Mineralbädern in der Alten Schweiz. Orell Füssli, Zürich 1980, ISBN 3-280-01213-9.

### Tonträger
- Z’underst und z’oberst – Liebeslieder lieblich und liederlich. EMI, 1971.
- Von Zapfen und Zechern – Lieder aus der Taverne.(Live-Mitschnitt „Taverne 1515“, Nov. 1972), EMI, 1973.
- Wie läuft doch alle Zeit zu End – Lieder zu einer ketzerischen Schweizergeschichte. EMI 1974.
- Wohl zmitzt i de Nacht – alte Weihnachtslieder. MC Records, 1975.
- Ich glaub, sie hät Renate gheisse – Songs und Balladen. BASF Records, Bern 1976.
- Ich lag in einer Nacht und schlief – Hans Peter Treichler singt Weihnachtslieder. Music Club, 1976.
- d Lüüt säged ich heig e kein Stärn; Söldner-, Trink- und Liebeslieder.  Gold Records, 1977.
- Als ich Christtagsfreude holen ging - Hans Peter Treichler erzählt zwei alte Weihnachtsgeschichten.  Gold Records, 1977.
- vom Fuchs & vom Adler - Hans Peter Treichler singt und verzellt Lieder und Fable.  Gold Records, 1978.
- Oswald von Wolkenstein. Lieder vom Wein und von der Liebe. Gold Records Musik und Wort, 1979.
- Trauben und Violen – Die Lieder des Carl Michael Bellman. Gold Records, 1981.